# Messengers (August Burns Red)
Messengers è il secondo album in studio del gruppo melodic metalcore statunitense August Burns Red, pubblicato nel 2007.

## Tracce
1. The Truth of a Liar – 4:12
2. Up Against the Ropes – 5:04
3. Back Burner – 3:42
4. The Blinding Light – 5:28
5. Composure – 4:13
6. Vital Signs – 3:17
7. The Eleventh Hour – 4:05
8. The Balance – 3:20
9. Black Sheep – 3:53
10. An American Dream – 4:41
11. Redemption – 6:16

## Formazione
- Jake Luhrs − voce
- JB Brubaker − chitarra
- Brent Rambler − chitarra
- Dustin Davidson − basso, cori
- Matt Greiner − batteria, piano